# 릴포엣
릴포엣(1996년 2월 12일 ~)은 대한민국의 래퍼다. 이전 예명은 라쿤이었다. 2019년 EP 《In My Pride》로 데뷔했다.

## 방송
- 쇼미더머니 11 (2022) - Top108
- 랩컵 (2024) - Top16(15위)

## 공연
- 프레밀리（FRML） 1st Concert (2022)